# Episodi di Juacas - I ragazzi del surf
La prima stagione della serie televisiva Juacas - I ragazzi del surf è stata trasmessa in contemporanea in Brasile, America Latina e Italia il 3 luglio 2017 su Disney Channel. In Brasile e Argentina viene trasmesso anche su Disney XD.
| nº | Titolo brasiliano                  | Titolo argentino                  | Titolo italiano                  | Prima TV Brasile-Argentina-Italia |
| -- | ---------------------------------- | --------------------------------- | -------------------------------- | --------------------------------- |
| 1  | Um Sonho nas Ondas                 | Un sueño en las olas              | Un sogno tra le onde             | 3 luglio 2017                     |
| 2  | Nos Passos de uma Lenda            | Siguendo los pasos de una leyenda | Sulle orme di una leggenda       | 4 luglio 2017                     |
| 3  | Um Difícil Começo                  | Un difícil comienzo               | Un inizio difficile              | 5 luglio 2017                     |
| 4  | O Templo do Surf                   | El tempio del surf                | Il tempio del surf               | 6 luglio 2017                     |
| 5  | Um Ano Novo Especial               | Una víspera de Año Nuevo especial | Un capodanno speciale            | 7 luglio 2017                     |
| 6  | Chegadas e Saídas                  | Llegadas y salidas                | Arrivi e partenze                | 10 luglio 2017                    |
| 7  | Um Dia Difícil                     | Un día difícil                    | Una giornata difficile           | 11 luglio 2017                    |
| 8  | Um professor Juaca                 | Un profesor Juaca                 | Un maestro per gli Juacas        | 12 luglio 2017                    |
| 9  | Triatlo                            | Triatlòn                          | Thriatlon                        | 13 luglio 2017                    |
| 10 | Um Desaparecimento Misterioso      | Una desaparición misteriosa       | Una misteriosa scomparsa         | 14 luglio 2017                    |
| 11 | A Tentação                         | Una fiesta de los Red Sharks      | La scelta di Billy               | 17 luglio 2017                    |
| 12 | A Escolha do Billy                 | Un cambio de equipo               | La tentazione                    | 18 luglio 2017                    |
| 13 | Uma Dura Lição                     | La verdad es descubierta          | Una dura lezione                 | 19 luglio 2017                    |
| 14 | Bem-Vindos De Volta Juacas!        | Despedidas y reanudamientos       | Bentornati Juacas!               | 20 luglio 2017                    |
| 15 | A Procura de Empregos              | Buscando trabajo                  | Lavoro cercasi                   | 21 luglio 2017                    |
| 16 | A Loja dos Juacas                  | La tienda de los Juacas           | Il negozio degli Juacas          | 24 luglio 2017                    |
| 17 | O Perigoso Tubarão                 | ¡Juacas no estás en venta!        | Un pericoloso squalo             | 25 luglio 2017                    |
| 18 | O Concurso de Popularidade         | El concurso de popularidad        | Il concorso di popolarità        | 26 luglio 2017                    |
| 19 | O Tesouro do Pirata Boca Mole      | El cofre del pirata Boca Floja    | Il tesoro del pirata Boccalone   | 27 luglio 2017                    |
| 20 | O Wetsuit dos Campeões             | El Wetsuit de los campeones       | La muta dei campioni             | 28 luglio 2017                    |
| 21 | Ilha dos Prisioneiros              | Isla de los prisioneros           | Prigionieri sull'isola           | 31 luglio 2017                    |
| 22 | Feliz Aniversário Professor Juaca! | Feliz cumpleaños, Profesor Juaca  | Buon compleanno Professor Juaca! | 1º agosto 2017                    |
| 23 | A Semi-final                       | La semi-final                     | La semifinale                    | 2 agosto 2017                     |
| 24 | O Desafio                          | El desafío                        | La sfida                         | 3 agosto 2017                     |
| 25 | Coragem para Crescer               | Coraje para crecer                | Il coraggio di crescere          | 4 agosto 2017                     |
| 26 | Salto para o Futuro                | Salto hasta el futuro             | Salto verso il futuro            | 4 agosto 2017                     |